# Heronalleniidae
Heronalleniidae es una familia de foraminíferos bentónicos de la superfamilia Glabratelloidea, del suborden Rotaliina y del orden Rotaliida. Su rango cronoestratigráfico abarca desde el Eoceno hasta la Actualidad.

## Clasificación
Heronalleniidae incluye al siguiente género:
- Heronallenella
- Heronallenia
- Heronallenita

Otros géneros considerados en Heronalleniidae son:
- Guyhoytina, aceptado como Heronallenia
- Metaheronallenia, aceptado como Heronallenia
- Neoheronallenia, aceptado como Heronallenia
- Planoheronallenia, aceptado como Heronallenia
- Subheronallenia, aceptado como Heronallenia